# María dalle Carceri
María dalle Carceri (fallecida en 1323) fue la esposa de Alberto Pallavicini quien lo sucedió en la mitad del Marquesado de Bodonitsa a su muerte en 1311. Aunque evitó la sumisión de su principado a la Compañía Catalana, no pudo evitar el pago de un tributo anual de cuatro corceles.
María era descendiente de una familia lombarda de Verona que había llegado a Grecia en la cuarta cruzada. Era la hija de Gaetano dalle Carceri y heredera de una sexta parte de Eubea. Ella se casó con Alberto y su hija Guillermina dividió la herencia con ella. Teniendo en cuenta la reciente victoria catalana en el río Cefiso, María deseaba casarse nuevamente con un hombre que protegiera a los suyos y a las posesiones de su hija. Se casó con Andrea Cornaro y Guillermina heredó todo el marquesado a su muerte.